# Rio Bourne (Dorset)
O Rio Bourne é um pequeno rio que nasce em Dorset. Flui para o Baía de Poole no Canal da Mancha em Bournemouth, tomando o nome simplesmente de Bourne inglês médio ou queima, um pequeno riacho e dando-o à cidade em sua foz.
Chegando a Bournemouth, ela atravessa jardins públicos, conhecidos como Upper, Central e Lower Gardens. Ele vai para o subsolo na The Square (que divide os Jardins Centrais dos Jardins Inferiores) e novamente pouco antes de chegar à praia imediatamente a leste do Píer de Bournemouth, de modo que sua boca não é mais visível.